# Five Nations 1927
Die Ausgabe 1927 des jährlich ausgetragenen Rugby-Union-Turniers Five Nations (seit 2000 Six Nations) fand vom 1. Januar bis zum 2. April statt. Turniersieger wurden gemeinsam Schottland und Irland (die Punktedifferenz spielte beim damaligen Turniersmodus keine Rolle).

## Teilnehmer
| Land       | Stadion                        | Stadt             | Kapitän                                      |
| ---------- | ------------------------------ | ----------------- | -------------------------------------------- |
| England    | Twickenham Stadium             | London            | Leonard Corbett                              |
| Frankreich | Stade Olympique                | Colombes          | Adolphe Jauréguy / Yves du Manoir            |
| Irland     | Lansdowne Road                 | Dublin            | William Crawford                             |
| Schottland | Murrayfield Stadium            | Edinburgh         | Phil Macpherson / Dan Drysdale               |
| Wales      | Cardiff Arms Park / St Helen’s | Cardiff / Swansea | Bernard Turnbull / Oswald Male / Wick Powell |

## Tabelle
|    | Land       | Spiele | Siege | Unent. | Ndlg. | Spiel- punkte | Diff. | Tabellen- punkte |
| -- | ---------- | ------ | ----- | ------ | ----- | ------------- | ----- | ---------------- |
| 1. | Schottland | 4      | 3     | 0      | 1     | 49:25         | + 24  | 6                |
| 1. | Irland     | 4      | 3     | 0      | 1     | 39:20         | + 19  | 6                |
| 3. | England    | 4      | 2     | 0      | 2     | 32:39         | − 7   | 4                |
| 4. | Wales      | 4      | 1     | 0      | 3     | 43:42         | + 1   | 2                |
| 4. | Frankreich | 4      | 1     | 0      | 3     | 19:56         | − 37  | 2                |

## Ergebnisse
| 1. Januar 1927 | Frankreich       | 3 : 8         | Irland                                                        | Stade Olympique, Colombes Zuschauer: 30.000 Schiedsrichter: Robert Scott (Schottland) |
| 1. Januar 1927 | Versuche: Ribère | (0:3) Bericht | Versuche: Davy Erhöhungen: Stephenson Straftritte: Stephenson | Stade Olympique, Colombes Zuschauer: 30.000 Schiedsrichter: Robert Scott (Schottland) |

| 15. Januar 1927 | England                                                              | 11 : 9         | Wales                                       | Twickenham Stadium, London Zuschauer: 50.000 Schiedsrichter: Robert Scott (Schottland) |
| 15. Januar 1927 | Versuche: Corbett Erhöhungen: Stanbury Straftritte: Stanbury Corbett | (11:6) Bericht | Versuche: Andrews Harding Straftritte: Male | Twickenham Stadium, London Zuschauer: 50.000 Schiedsrichter: Robert Scott (Schottland) |

| 15. Januar 1927 | Schottland                                                                            | 23 : 6         | Frankreich               | Murrayfield Stadium, Edinburgh Zuschauer: 50.000 Schiedsrichter: Barry Cumberlege (England) |
| 15. Januar 1927 | Versuche: Smith (2) Waddell (2) Erhöhungen: Drysdale Gillies (3) Straftritte: Gillies | (20:3) Bericht | Versuche: Hutin Piquiral | Murrayfield Stadium, Edinburgh Zuschauer: 50.000 Schiedsrichter: Barry Cumberlege (England) |

| 5. Februar 1927 | Wales | 0 : 5         | Schottland                         | Cardiff Arms Park, Cardiff Zuschauer: 40.000 Schiedsrichter: W. H. Jackson (England) |
| 5. Februar 1927 |       | (0:5) Bericht | Versuche: Kerr Erhöhungen: Gillies | Cardiff Arms Park, Cardiff Zuschauer: 40.000 Schiedsrichter: W. H. Jackson (England) |

| 12. Februar 1927 | England                                    | 8 : 6         | Irland                                     | Twickenham Stadium, London Zuschauer: 45.000 Schiedsrichter: Tommy Vile (Wales) |
| 12. Februar 1927 | Versuche: Gibbs Laird Erhöhungen: Stanbury | (0:3) Bericht | Versuche: McVicker Straftritte: Stephenson | Twickenham Stadium, London Zuschauer: 45.000 Schiedsrichter: Tommy Vile (Wales) |

| 26. Februar 1927 | Wales                                                                                | 25 : 7         | Frankreich                          | St Helen’s, Swansea Zuschauer: 25.000 Schiedsrichter: W. J. Jackson (England) |
| 26. Februar 1927 | Versuche: Andrews Harding (2) Roberts (2) Stewart-Morgan Thomas Erhöhungen: Male (2) | (12:3) Bericht | Versuche: Prevost Dropgoals: Verger | St Helen’s, Swansea Zuschauer: 25.000 Schiedsrichter: W. J. Jackson (England) |

| 26. Februar 1927 | Irland               | 6 : 0         | Schottland | Lansdowne Road, Dublin Zuschauer: 40.000 Schiedsrichter: Barry Cumberlege (England) |
| 26. Februar 1927 | Versuche: Ganly Pike | (6:0) Bericht |            | Lansdowne Road, Dublin Zuschauer: 40.000 Schiedsrichter: Barry Cumberlege (England) |

| 12. März 1927 | Irland                                                                                | 19 : 9         | Wales                                                        | Lansdowne Road, Dublin Schiedsrichter: Barry Cumberlege (England) |
| 12. März 1927 | Versuche: Ganly (2) Stephenson (2) Erhöhungen: Stephenson (2) Straftritte: Stephenson | (11:0) Bericht | Versuche: Stewart-Morgan Erhöhungen: Powell Dropgoals: Lewis | Lansdowne Road, Dublin Schiedsrichter: Barry Cumberlege (England) |

| 19. März 1927 | Schottland                                                                        | 21 : 13       | England                                                             | Murrayfield Stadium, Edinburgh Zuschauer: 70.000 Schiedsrichter: Noel Purcell (Irland) |
| 19. März 1927 | Versuche: Dykes Macpherson Scott Smith (2) Erhöhungen: Gillies Dropgoals: Waddell | (9:8) Bericht | Versuche: Gibbs Laird Erhöhungen: Stanbury Stark Straftritte: Stark | Murrayfield Stadium, Edinburgh Zuschauer: 70.000 Schiedsrichter: Noel Purcell (Irland) |

| 2. April 1927 | Frankreich       | 3 : 0         | England | Stade Olympique, Colombes Zuschauer: 35.000 Schiedsrichter: Albert Freethy (Wales) |
| 2. April 1927 | Versuche: Vellat | (3:0) Bericht |         | Stade Olympique, Colombes Zuschauer: 35.000 Schiedsrichter: Albert Freethy (Wales) |